# Jatibonico
Jatibonico est une ville et une municipalité de la province de Sancti Spíritus, à Cuba.

## Géographie

### Situation
Jatibonico est au centre de l'île de Cuba, dans l'est de la province de Sancti Spíritus, à 378 km sud-est de La Havane et 32 km est de sa capitale de province Sancti Spíritus.

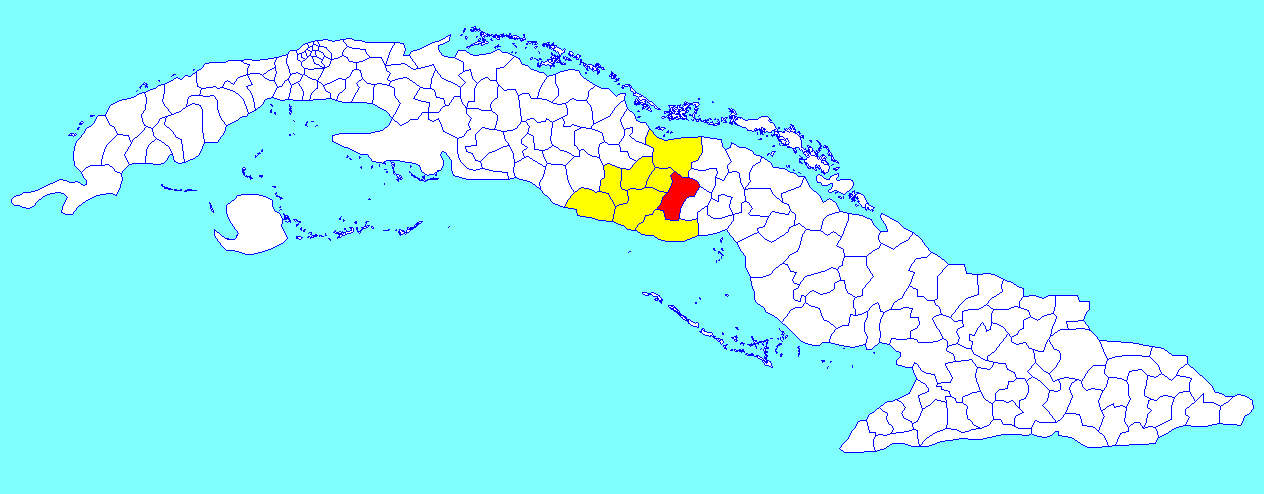
Municipalité de Jatibonico dans la province de Sancti Spíritus

### Divisions administratives
Jatibonico a 9 consejos populares, dont 3 urbains et 6 ruraux :
- Zona Norte
- Zona Sur
- Arroyo Blanco
- Cristales
- El Majá
- El Patio
- Jobo
- La Yaya
- San Felipe

## Population
En 2022 la population de la municipalité est estimée à 42 027 habitants. Pour une surface de 763,7 km2, la densité est de 55,03 habitants/km².

## Histoire
Fondée en 1904, Jatibonico fait partie de la municipalité et du district judiciaire de Ciego de Ávila, dans l'ancienne province de Camagüey. En 1915, elle accède au rang de municipalité indépendante de la même province. En 1970, elle est rattachée à l'ancienne province de Las Villas, puis en 1976 à la nouvelle province de Sancti Spíritus.

## Patrimoine
L'église de la paroisse catholique Saint-Joseph possède un ensemble de vitraux uniques en leur genre à Cuba.

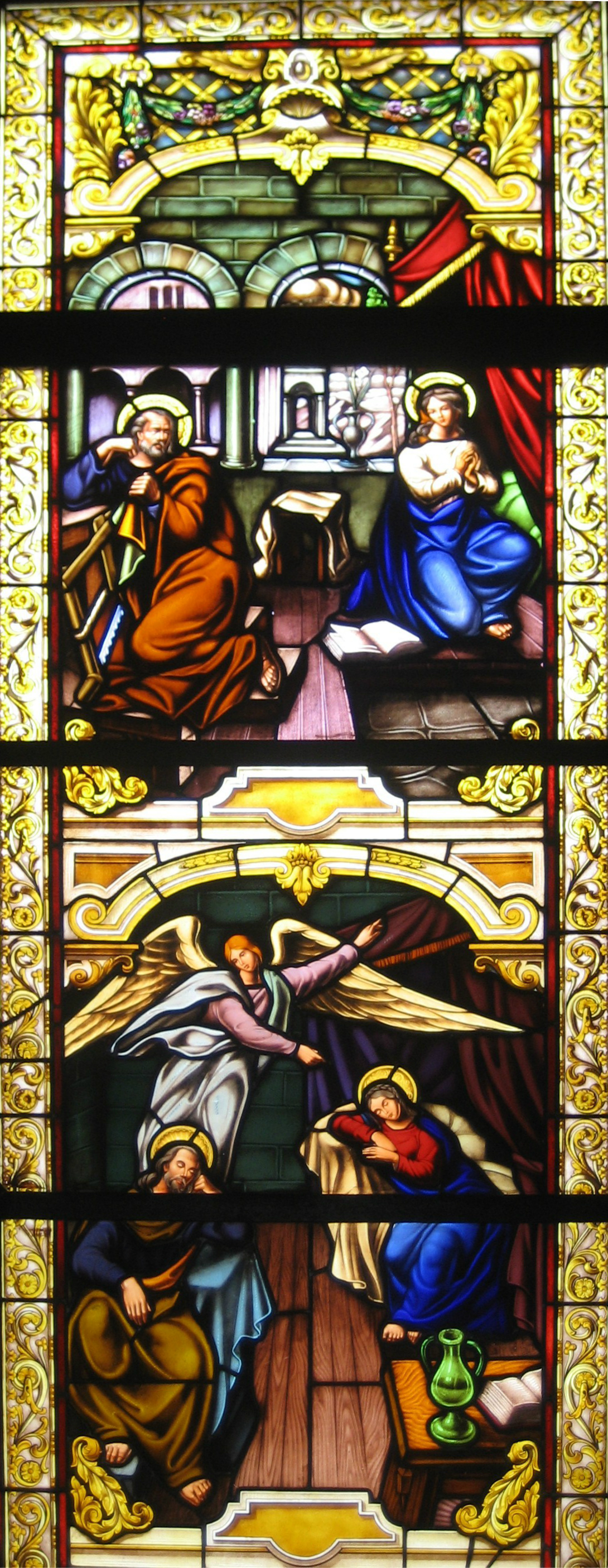
Répudiation de Marie par Joseph et annonce de la naissance de Jésus[n 1].
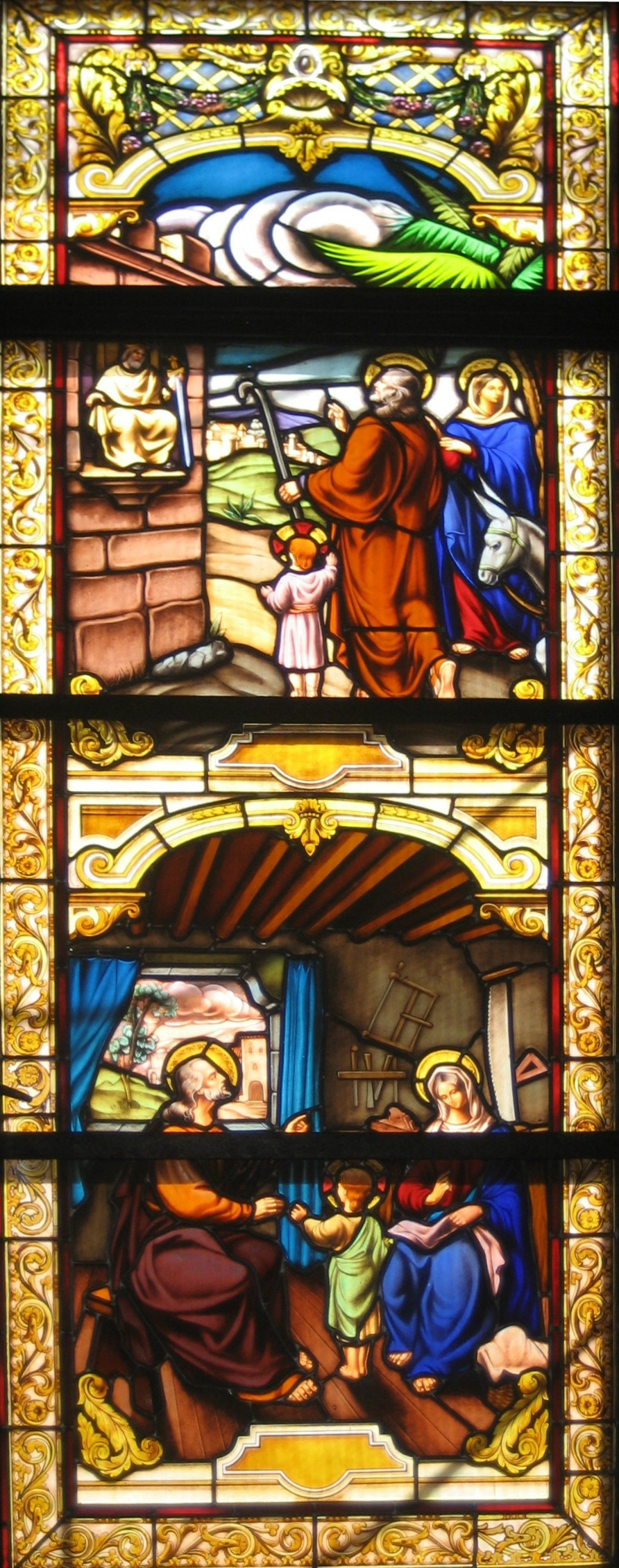
La Sainte Famille à Nazareth[n 2].